# Nuncia planocula
Nuncia planocula is een hooiwagen uit de familie Triaenonychidae.